# 星塘街
星塘街是苏州工业园区的主要南北向道路之一，北起阳澄湖大道，南到车坊镇蔺谊路。
沿途的主要建筑有白塘生态植物园、轨交星塘街站、方洲公园、苏州奥体中心、苏州工业园区职业技术学院。